# إدوارد دويزي
إدوارد أدلبرت دويزي (بالإنجليزية: Edward Adelbert Doisy)‏ ـ (13 نوفمبر 1893 ـ 23 أكتوبر 1986) عالم كيمياء حيوية أمريكي، تقاسم  جائزة نوبل في الطب لعام 1943 مع الدنمركي هنريك دام لاكتشافهما فيتامين ك وتركيبه الكيميائي ودوره الفسيولوجي.
ولد دويزي في هيوم بولاية إلينوي في 13 نوفمبر 1893، وحصل على درجته الجامعية الأولى سنة 1914، ثم حصل على درجة الماجستير في العلوم سنة 1916 من جامعة إلينوي في إربانا-تشامبين، ومن ثم حصل على درجة الدكتوراه سنة 1920 من جامعة هارفرد.
في سنة 1919 عُين بقسم الكيمياء الحيوية في جامعة واشنطن في سانت لويس، حيث صعد في الدرجات الأكاديمية حتى صار أستاذًا مشاركًا. وفي سنة 1923 انتقل دويزي إلى جامعة سانت لويس ليعمل أستاذًا ورئيسًا لقسم الكيمياء الحيوية الذي كان حديث التأسيس في تلك الجامعة، وهو المنصب الذي شغله حتى تقاعد سنة 1965. وقد أطلقت جامعة سانت لويس لاحقًا اسم دويزي على قسم الكيمياء الحيوية تكريمًا له، فصار «قسم إدوارد دويزي للكيمياء الحيوية» (بالإنجليزية: E.A. Doisy Department of Biochemistry)‏، ثم أعيدت تسميته إلى «قسم إدوارد دويزي للكيمياء الحيوية والبيولوجيا الجزيئية» (بالإنجليزية: E.A. Doisy Department of Biochemistry and Molecular Biology)‏ في وقت لاحق.
دخل دويزي منافسة مع أدولف بوتنانت لاكتشاف هرمون الإسترون سنة 1930، وقد نجح كلاهما على حدة في اكتشاف المادة بالفعل، ولكن بوتنانت هو الذي حصل وحده على جائزة نوبل في الكيمياء سنة 1939.

## روابط خارجية
- إدوارد دويزي على موقع الموسوعة البريطانية (الإنجليزية)
- إدوارد دويزي على موقع إن إن دي بي (الإنجليزية)